# Tokunosia tenuipes
Genre
Espèce
Tokunosia tenuipes, unique représentant du genre Tokunosia, est une espèce d'opilions laniatores de la famille des Epedanidae.

## Distribution
Cette espèce se rencontre au Japon dans l'archipel Nansei et à Taïwan,.

## Description
Le mâle holotype mesure 3,35 mm.

## Liste des sous-espèces
Selon World Catalogue of Opiliones (01/07/2021) :
- Tokunosia tenuipes taiwana Suzuki, 1977
- Tokunosia tenuipes tenuipes Suzuki, 1964
- Tokunosia tenuipes tuberculata Suzuki, 1973

## Publications originales
- Suzuki, 1964 : « Phalangida from Tokunoshima and Yoron-jima islands of Amami-shoto. » Japanese Journal of zoology, vol. 14, p. 143–153.
- Suzuki, 1973 : « Opiliones from the South-west Islands, Japan. » Journal of Science of the Hiroshima University, sér. B, Division 1 (Zoology), vol. 24, p. 205–279.
- Suzuki, 1977 : «  Opiliones from Taiwan (Arachnida). » Journal of Science of the Hiroshima University, sér. B, Division 1 (Zoology), vol. 27, p. 121–157.